# جائزة المجر الكبرى 1991
جائزة المجر الكبرى 1991 هو سباق فورمولا 1 أقيم بتاريخ 11 أغسطس 1991 في حلبة المجر، بودابست. كان العاشر من أصل 16 في بطولة العالم لسباقات الفورمولا واحد موسم 1991. حلّ البرازيلي آيرتون سينا أولا بينما جاء البريطاني نايجل مانسيل في المركز الثاني وحصل على المركز الثالث الإيطالي ريكاردو باتريس.